# 内池望博
内池 望博（うちいけ もちひろ、1937年1月8日 - ）は日本の音響監督、CMディレクター、映画プロデューサー。東北新社顧問。

## 来歴
浅草出身。中学生の時に街頭テレビを見たことがきっかけでテレビ業界を目指し、日本大学芸術学部演劇学科を卒業。
大学在学時にアルバイトでフジテレビの中継班に勤務。卒業後もフジテレビに残るつもりだったが、演劇科の専任講師からの紹介で1961年1月に東北社（後の東北新社）に入社。受けた面接では社長（植村伴次郎）の話に興味を持ち、本人いわく「おだてられ」たため即座に入社を決意したという。そして、社員が少ないこともあり入社3ヶ月目で演出家としてデビューする。
その後は様々な吹き替えの演出を行い、吹き替えの創生期から活躍するベテラン演出家の一人となる。
ジャック・レモン出演作を多く演出し、当時レモンの専属声優だった愛川欽也と組む機会が多かったことが縁で愛川が出演するナショナルのテレビCMを演出。それが賞をとったことがきっかけで、1971年からはナショナルやリコーにてCMディレクターとして活動した。
近年は映像テクノアカデミアで講師を務めている。

## 人物・エピソード
大学時代の同級生に声優の広川太一郎がいる。本人によると「コンビで組んで学校を私的なものにする悪い仲間でした（笑）」とのこと。なお、内池が演出を担当したコメディ作品は芝居が上手いこともあり、愛川欽也、大塚周夫、羽佐間道夫と並び広川の起用が多かった。
吹替史上でも群を抜く名ナレーションとして知られる『奥さまは魔女』での中村正による「奥様の名前はサマンサ、旦那様の名前はダーリン……」というナレーションは、演出だった内池と中村により、約二行の台詞にもかかわらず収録に丸一日を費やし完成させたという。
吹替演出は「面白けりゃいいじゃないか」ということを第一に考え、日本語としての会話を大事にして作っている。
愛川欽也による「あんた松下さん？」が流行語にもなったテープレコーダー「MAC」のCMで、MACに向かって伸びてきた（松下さんと呼ばれる人物の）手は内池の手である。
イッセー尾形の一人芝居のレパートリーの中に、内池の口調や仕草をモチーフにした映像作品のディレクターものがある。

## 主な参加作品

### 吹き替え
※特筆がない限り、演出として参加

#### 映画
- あなただけ今晩は ※NET版
- アパートの鍵貸します
- お熱いのがお好き
- イベント・ホライゾン
- コレクター ※ソフト版
- 十二人の怒れる男 ※NET版
- 続・夕陽のガンマン
- マーティ
- 夜の大捜査線 ※NET版

#### テレビドラマ
- 奥さまは魔女
- ザ・ルーシー・ショー
- ジョー90
- スパイ大作戦
- ハワイアン・アイ
- FBIアメリカ連邦警察

### CM

#### TV
- 松下電器産業
  - カットテープレコーダータイムIC「集音マイク」（1971年）
  - ナショナルテープレコーダMAC「あんた松下さん？」（1972年）
  - テープレコーダMAC「青春どまんなかシリーズ　フジタくん／セキグチくん／サカイくん」（1973年）
  - テープレコーダMAC「うまくなったネ」（1973年）
  - ナショナルパナカラービデオ「ゴルフ」	（1974年）
  - ナショナル自転車ハイマディスク「見たか？」（1974年）
  - ナショナルテープレコーダMAC FF「青春どまんなかシリーズ　意気地なし／待ち伏せ／王子さま」（1974年）
  - ナショナル電気鉛筆ケズリ「ケチ論が出ました」（1975年）
  - ナショナルMACサインボールプレゼント「阪神ファン」（1975年）
  - ステレオMAC「鬼太鼓」（1978年）
  - ステレオMACムウ「宇崎竜童」（1978年）
  - クイントリックス輝 江戸の輝「ソロバン／モモエちゃん／ヨロメキ」（1978年）
  - パナボール電球「月とうさぎ」（1979年）
  - 石油温風機はるる「じゃがいももぐら」（1979年）
  - ラジオ付きストロボカメラ「なごり雪」（1979年）
  - ディスコM ステレオ・カセット「ローリング・ストーン」（1980年）
  - コンポーネントα「甲子園物語　甲子園の土／最後の１０球／投手の手術」（1982年）
  - コンポーネントα「甲子園物語　空からの始球式／甲子園の鶴／友情の小石」（1982年）
  - 家具調コタツ「京の客（夏）」（1983年）
  - 冷蔵庫ザ・ビッグ「クィンテット登場・手づかみ」（1983年）
  - 家具調こたつ「お見合い」（1984年）
  - ナショナルオーブン電子レンジ「まだ怒ってるの」（1985年）
  - ナショナルぽかぽかカーペット「ぽかぽか姫」（1985年）
  - ナショナルオーブン電子レンジ「わかりません／笑って笑って／口きいちゃだめ」（1985年）
  - ナショナルオーブン電子レンジ「まだ怒ってるの」（1985年）
  - 電子レンジエリー「リカちゃん」（1986年）
  - 家具調こたつ「おーい！ お茶」（1986年）
  - ぽかぽかカーペット「エスニック」（1987年）
  - ナショナル乾電池　ウルトラネオ「小錦ダイビング」（1987年）
  - ナショナル乾電池「小錦　ダイビング／バタフライ／ロコモーション」（1988年）
  - ぽかぽかカーペット「宴会」（1988年）
  - ナショナルニオイとるコタツ「お父さんの足」（1992年）
  - National見えるレンジ「ママのメモ」（1993年）
- 日清食品
  - どん兵衛「ただの素うどん」（1977年）
  - どん兵衛「どんどんパッ！／おや食べないの／キセル」（1977年）
  - どん兵衛「とんび」（1978年）
  - どん兵衛「忠臣蔵」（1978年）
  - どん兵衛「一休さん」（1979年）
  - どん兵衛「お見合い」（1982年）
  - 日清どん兵衛「年越　年賀状」（1986年）
- カルビー
  - カルビーポテトチップス「塩」（1980年）
  - カルビーポテトチップス「野点」（1981年）
  - カルビーポテトチップス「ありがとう坊や」（1981年）
  - ポテトチップス「冗談」（1982年）
- カネボウ
  - カネボウスペシャル「江川晴」（1981年）
  - カネボウ絹石鹸「弓道」（1981年）
  - 企業「深貝裕子」（1983年）
- 雪印乳業
  - 雪印バニラブルー「祭」（1984年）
  - チーズ「グリーングラス」（1984年）
  - ネオソフト「ボタン」（1988年）
- リクルートホールディングス
  - 住宅情報東海版「パジャマ／もう売れないよ／いたずら書き」	（1985年）
  - 住宅情報東海版「いたずら書き」（1985年）
- 東京ガス
  - 温水機器「あんたがじゃまだ」（1984年）
  - アメニティードライ「夫婦の寝室　仁王立ち」（1992年）
- 山崎製パン 中華まん「兄妹」（1976年）
- 大日本除虫菊 コックローチS「あんたの負け」（1978年）
- 味の素ゼネラルフーヅ マスターブレンドコーヒー「ブレンダー」（1979年）
- 東急百貨店 東横のれん街「お使い」（1979年）
- 日本石油 企業「石油の故郷から」（1980年）
- ぺんてる ペンテル筆「筆美人」（1981年）
- 服部セイコー 企業「無限の一秒」（1982年）
- ACジャパン 身障キャンペーン「アイバンク」（1983年）
- 日本コカ・コーラ スプライト「田舎」（1984年）
- KDD「サンダーバード　かんたん・割引・直通」（1992年）

#### ラジオ
- リコー リコーXR－500「茨の道」（1979年）

### 製作
- アタシはジュース
- ありがとう
- うしろのせきのオチアイくん
- 学校の幽霊 - 企画
- 機関車先生 - 製作総指揮
- ドラゴンクエスト ファンタジア・ビデオ
- 「物陰に足拍子」より MIDORI

## 出演
- チコちゃんに叱られる! ▽298の謎（2021年）

## 書籍
- 声優最前線から緊急報告（1996年、テアトロ）[10]